# 京都文化博物館
京都文化博物館（きょうとぶんかはくぶつかん、The Museum of Kyoto）は、京都府京都市中京区にある博物館。
京都の歴史と文化の紹介を目的とし、平安建都1200年記念事業として創立された。建物は京都府が建設し、運営は公益財団法人京都文化財団が行っている。1988年（昭和63年）10月1日開館。正式名称は京都府京都文化博物館であり、通称は「ぶんぱく」。

## 歴史
前身は財団法人古代学協会の施設として1968年（昭和43年）に作られた私立博物館の平安博物館である。平安博物館は旧日本銀行京都支店（重要文化財）の建物を用いていた。
1980年（昭和55年）7月、京都府文化懇談会から京都府の文化施策に関する提言がまとめられ、京都の歴史、美術工芸等、文化全体を総合的に紹介する施設の開館が提言された。1986年（昭和61年）8月5日には財団法人京都文化財団が発足。1986年（昭和61年）10月には京都文化博物館の本館の工事に着工し、1988年（昭和63年）9月に竣工、10月1日に京都文化博物館が開館した。なお、1986年（昭和61年）には財団法人古代学協会から京都府に対して旧日本銀行京都支店の建物が寄贈され、屋根の葺き替えや内部の部分修理が行われた上で、京都文化博物館の別館と位置付けられた。
2011年（平成23年）には第26回国民文化祭・京都2011が開催されることから、約7か月かけて改修工事を行い、7月9日にリニューアル開館した。

## 施設
別館の北側に鉄筋コンクリート造地上7階地下1階の建物が新たに建てられ、これが京都文化博物館の本館として使用されている。
京都文化博物館が創設されるとともに、京都府立総合資料館（現・京都府立京都学・歴彩館）が所蔵する博物館資料の管理が、公益財団法人京都文化財団（京都文化博物館の運営団体）に委託された。これらの資料は「京都府蔵・京都文化博物館管理」として表示されることがある。
京都市内にある国公立の博物館・美術館4館、すなわち京都文化博物館、国立近代美術館、国立博物館、市美術館で構成する京都ミュージアムズ・フォーの1つである。
- 敷地面積：4,790.72m2
- 建築面積：3,646.56m2
- 延床面積：15,827.42m2

### 本館

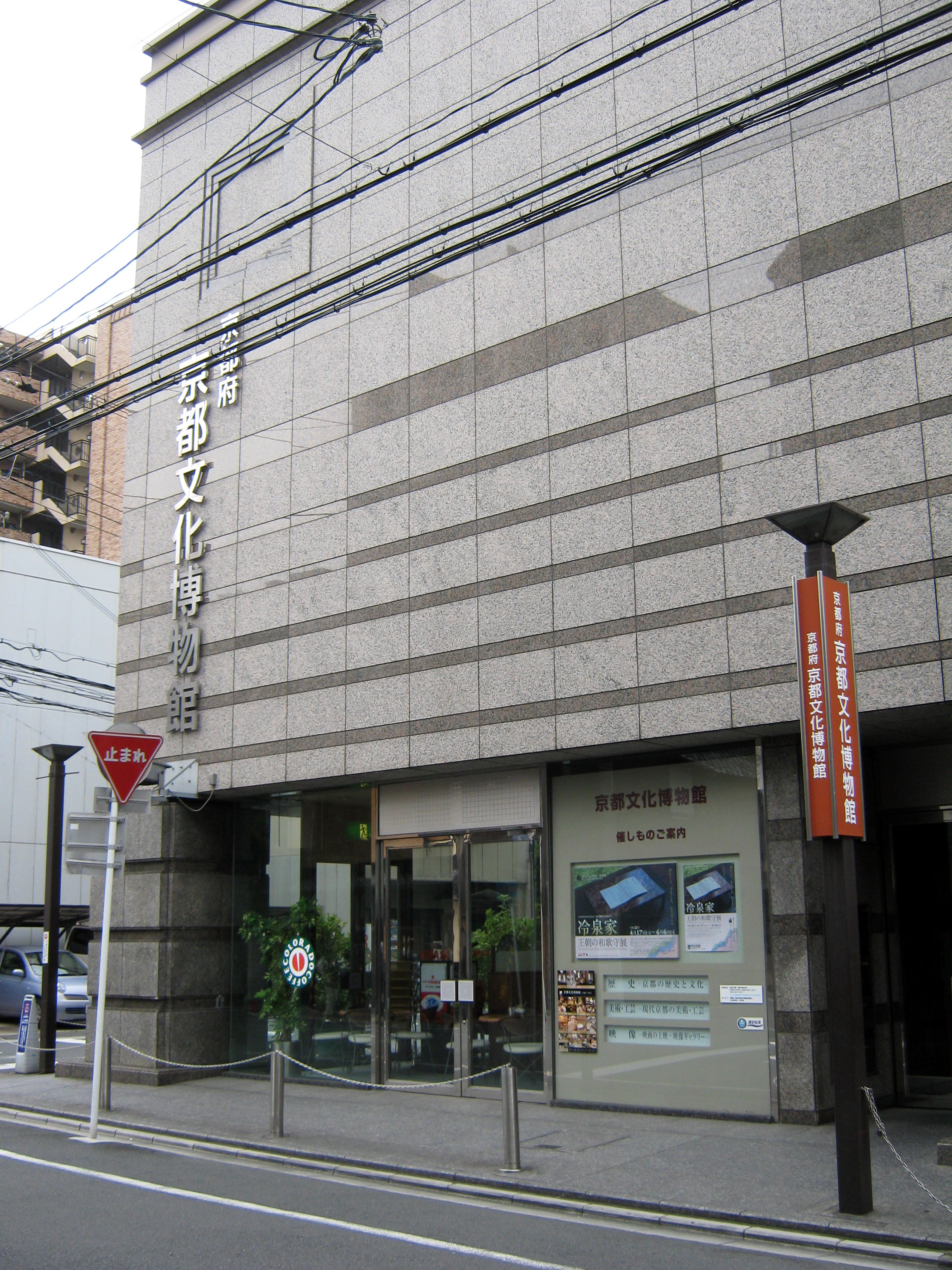
本館

- 1階 - 総合案内、チケットうりば、ミュージアムショップ、ろうじ店舗（江戸時代末期の京の町家の町並みを再現。京の伝統工芸品・名産品の店舗、食事処など。）、コインロッカー
- 2階 - 総合展示室
京都の歴史や文化を「京の歴史」「京のまつり」「京の至宝と文化」の3つのゾーンに分け、紹介している。
「京の歴史」：歴史都市京都の平安時代から明治・大正時代までの各時代の姿を紹介。絵巻回廊では、平安･鎌倉・室町・江戸の絵巻が大画面に映し出される。4か国語（日・英・中・韓）の音声ガイド機が利用可能。ボランティアガイドが常駐している。
「京のまつり」：祇園祭に焦点をあて、山鉾の豪華絢爛な縣装品など山鉾町に伝わる数々の名品を中心に展示
「京の至宝と文化」：京都府（京都府総合資料館など）が所蔵する資料だけでなく、京都ゆかりの文化財を幅広く紹介
- 3階 - 総合展示室、フィルムシアター、やすらぎコーナー
フィルムシアター：京都府が所蔵する古典・名作映画を中心に、様々な特集企画で映画が上映される170席の映画館。原則毎日2回上映。総合展示料金で入場できるが、映画祭などは別料金となることがある[4]。
- 4階 - 特別展示室（年間を通じて特別展を開催）
- 5階 - ミュージアムギャラリー（貸展示室）洋室
- 6階 - ミュージアムギャラリー（貸展示室）和室

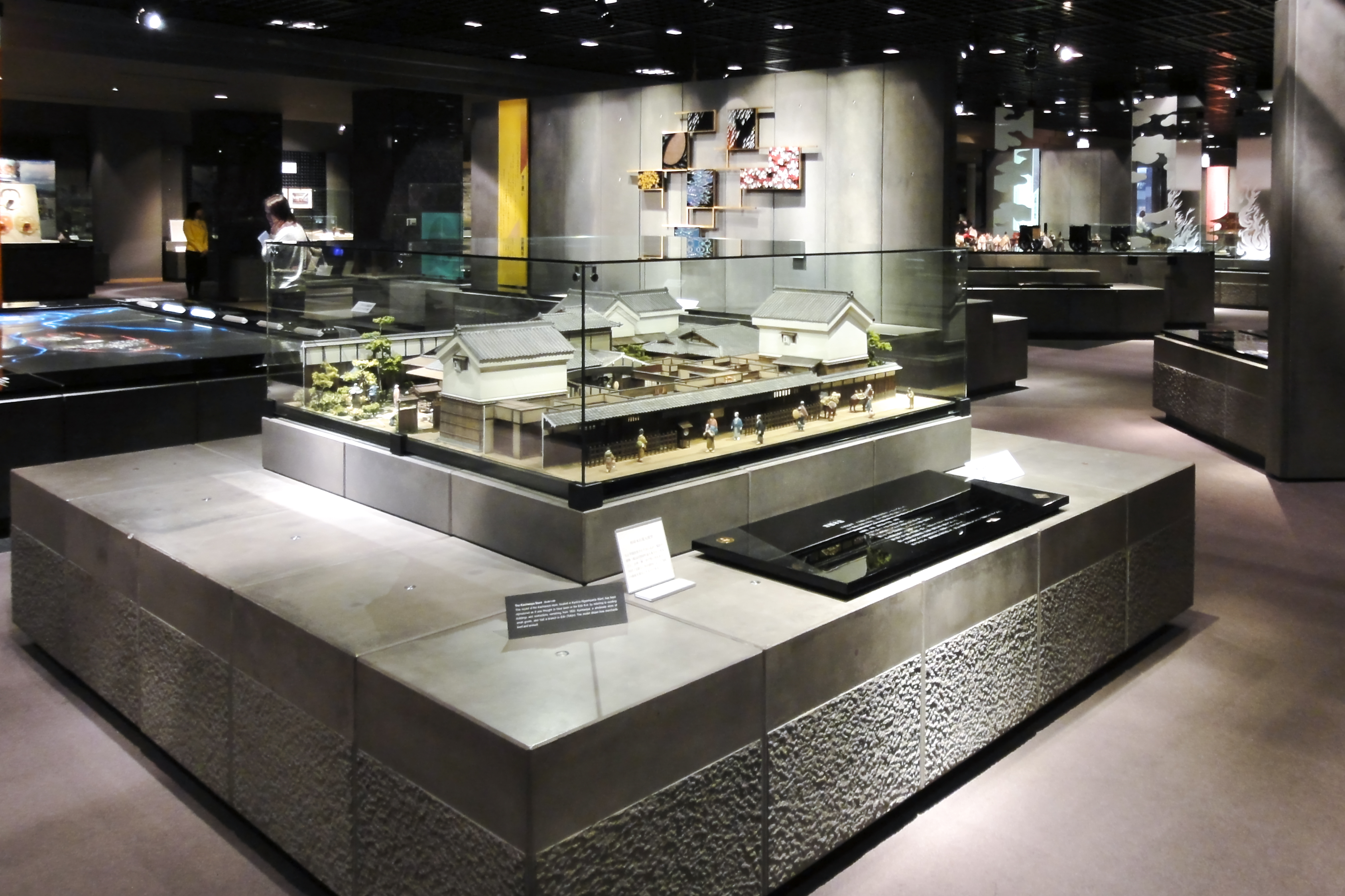
総合展示室
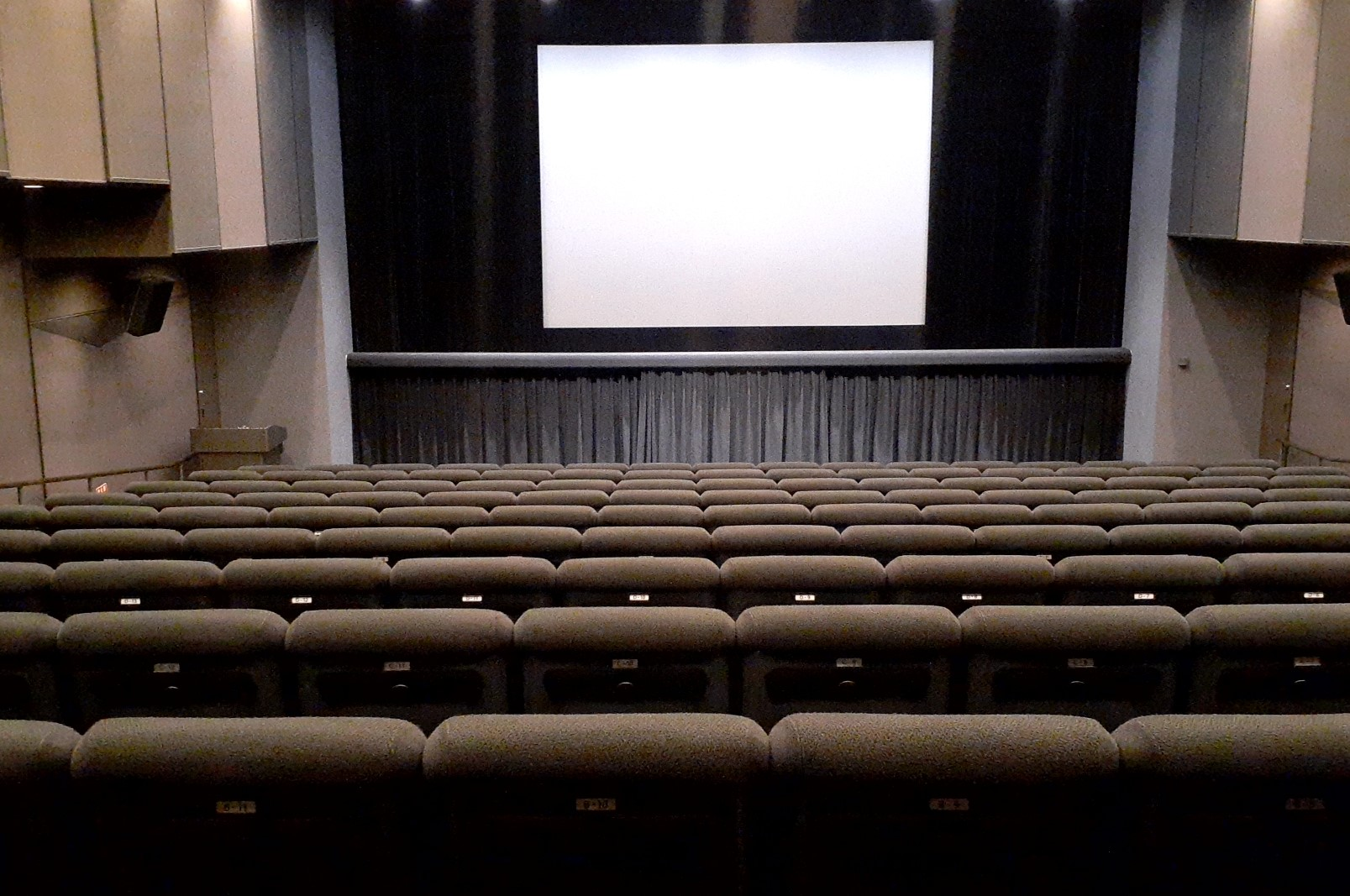
フィルムシアター

### 別館
別館の建物は煉瓦造であり、明治中期の代表的洋風建築とされる。設計は辰野金吾とその弟子長野宇平治であり、いわゆる辰野式建築である。1906年（明治39年）に竣工し、1965年（昭和40年）まで日本銀行京都支店として使用された。1969年（昭和44年）、国の重要文化財に指定された。建築面積884.4m2（別館本体）・181.0m2（旧金庫棟）。
- 1階 - ホール、店舗（ギャラリー・ショップ）
ホールでは、展覧会や音楽会などが開催される。
- 旧金庫棟 - コーヒーショップ

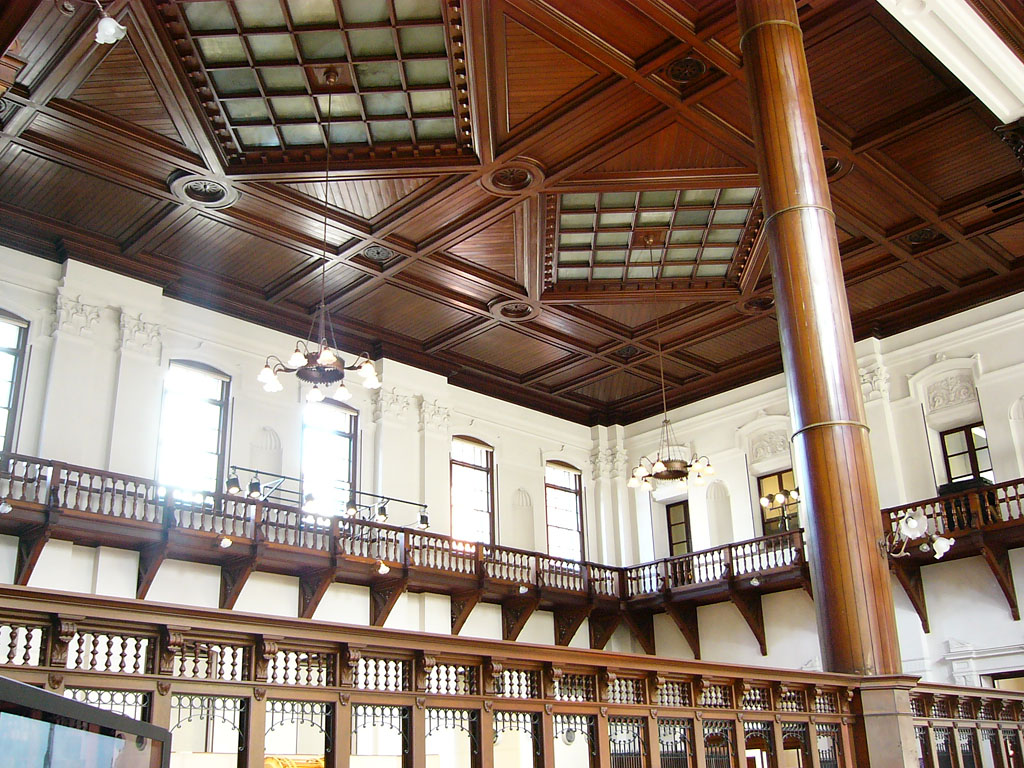
別館の内部
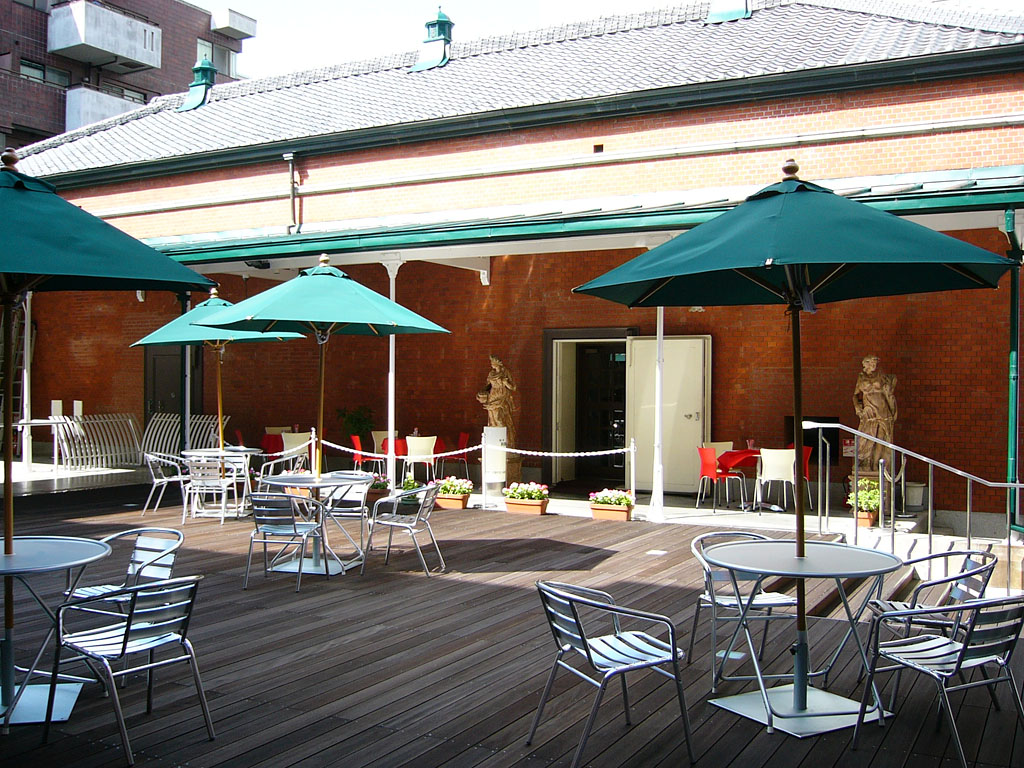
別館と本館の間にあるカフェ

## 歴代館長
- 〈館長空席〉：1988〜89年度

| 代       | 氏名     | 在任時期              | 役職             | 備考                               |
| -------- | -------- | --------------------- | ---------------- | ---------------------------------- |
| 初代     | 吉田光邦 | 1990年4月 - 1991年7月 | 京都大学名誉教授 | 財団法人京都文化財団常務理事兼務   |
| 職務代理 | 東條壽   | 1991年7月 - 1993年3月 | 副館長           | 財団法人京都文化財団事務局長       |
| 第2代    | 岡本道雄 | 1993年4月 - 2003年3月 | 京都大学名誉教授 | 財団法人京都文化財団理事長兼務     |
| 第3代    | 荒巻禎一 | 2003年4月 - 2018年6月 | 前京都府知事     | 財団法人京都文化財団理事長兼務     |
| 第4代    | 山田啓二 | 2018年6月 - 現職      | 前京都府知事     | 公益財団法人京都文化財団理事長兼務 |

## 利用案内
- 休館日
  - 月曜日（祝日は開館して翌日休館）、12月28日～1月3日
- 開館時間
  - 総合展示は10時から19時30分（入場は19時まで）
- 交通アクセス
  - 京都市営地下鉄烏丸御池駅から徒歩3分
  - 阪急京都線烏丸駅から徒歩7分
  - 京阪本線三条駅から徒歩15分